# Будиаф, Фатиха
Фатиха Будиаф (родилась в Оране, 1944 год) была замужем за бывшим президентом Алжира Мохаммедом Будиафом. После его убийства в 1992 году, она основала фонд Boudiaf с целью помощи алжирским вдовам.
Она получила премию принца Астурийского за международное сотрудничество в 1988 году.
Г-жа Будиаф осудила официальное расследование смерти её мужа, предполагая, что это была не работа одинокого фанатика, а часть большого заговора.